# فرودگاه سکات (اکلاهما)
فرودگاه سکات (اکلاهما) (به انگلیسی: Scott Field (Oklahoma)) یک فرودگاه همگانی بهره‌برداری هوایی با کد یاتا none است که یک باند فرود آسفالت دارد و طول باند آن ۱۲۸۰ متر است. این فرودگاه در کشور ایالات متحده آمریکا قرار دارد و در ارتفاع ۵۰۱ متری از سطح دریا واقع شده است.